# Antoine Ignace Melling

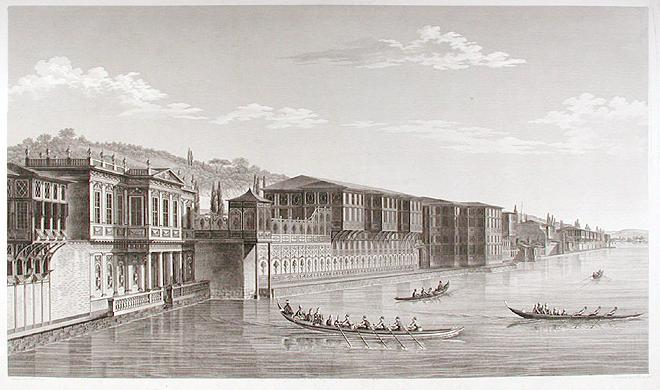
Het paleis van Hatice, een gravure door Melling, rond 1800

Antoine Ignace Melling (Karlsruhe, 1763 – onbekend, 1831) was een architect en tekenaar van stadsgezichten, die achttien jaar in Istanboel leefde. De Turkse schrijver Orhan Pamuk besteedde in zijn boek over Istanboel aandacht aan zijn werk. 

## Biografie
Melling werd geboren in Karlsruhe als zoon van een Lotharingse beeldhouwer, werkend aan het hof van Karel Frederik van Baden. Toen zijn vader stierf werd hij opgenomen door zijn oom, een schilder in Straatsburg. Daar leerde hij tekenen in diens academie. Vervolgens trok hij naar zijn oudere broer die bouwkunde doceerde in Klagenfurt. Melling bestudeerde achtereenvolgend architectuur en wiskunde. In 1782 begon hij aan zijn Grand Tour naar Italië, Egypte en Turkije. In 1784 vestigde hij zich in Istanboel, waar hij werd ontdekt door de Russische ambassadeur en Hadidgé, de zuster van sultan Selim III, voor wie hij een tuin ontwierp in de vorm van een labyrint, maar ook kleding en sieraden. 
Melling had als geen ander voor hem mogelijkheden het hofleven te bestuderen. In 1795 werd hij benoemd als hofarchitect en decoreerde paleizen. Hij maakte 48 tekeningen de stad en de omgeving, maar ook van de inwoners en hoffunctionarissen. De sultane Hadidgé was veeleisend. Hij leerde haar het Latijnse schrift en ze correspondeerden met kleine briefjes. Hij woonde bij haar in het paleis, in de vertrekken van haar vaak afwezige man, maar stuurde hem de laan uit, nadat hij elders een kind had verwekt. 
Na achttien jaar verliet Melling de stad Istanboel en via Genua vertrok hij naar Parijs. Hij opende een studio, waar hij met behulp van assistenten zijn tekeningen bewerkte tot een publicatie: Voyage pittoresque de Constantinople et des Rives du Bosphor, opgedragen aan Napoleon Bonaparte, na bemiddeling van Talleyrand. Melling kwam in dienst van het Ministerie van Buitenlandse Zaken – zijn tekeningen waren bedoeld als relatiegeschenk - en hij exposeerde in de jaarlijkse Parijse salons. 
Melling reisde in 1812 naar de Nederlanden en Noord-Duitsland om van 40 hoofdsteden van de departementen tekeningen te maken. Vaak stond hij op een molen om zijn werkelijkheidsgetrouwe “groothoek” tekeningen te maken. (Canaletto met zijn vedutas was zijn voorbeeld.) Soms was ook de plaatselijke klederdracht het onderwerp van zijn tekening. In 1815 trok hij met zijn dochter in de zomermaanden door Frankrijk; in 1817 naar Engeland. Aan het einde van zijn leven maakte hij 72 tekeningen van de Pyreneeën en experimenteerde met nieuwe technieken.
In 1983 werden zijn tekeningen ontdekt bij een Parijse kunsthandelaar. 

## Bron
- Boschma, C. & J. Perot (1991) Antoine-Ignace Melling (1763-1831) reizend kunstenaar.
Het boek is nog te verkrijgen in het Museum Geelvinck-Hinlopen Huis, waar in 1991 een tentoonstelling over Melling werd georganiseerd.
- Melling, A. (1997) Brieven uit Holland en de Hanzesteden. De briefwisseling van een reizend kunstenaar met zijn familie in Parijs in 1812. Fondation Custodia, Paris
- Elisabeth A. Fraser, Mediterranean Encounters: Artists Between Europe and the Ottoman Empire, 1774-1839, Penn State University Press, 2017. ISBN 978-0-271-07320-0

- Bibliothèque nationale de France: cb12624916q (data)
- Gemeinsame Normdatei: 119106167
- International Standard Name Identifier: 0000 0000 6650 8510
- Library of Congress Control Number: nr88009548
- Base Léonore: LH//1821/37
- Nederlandse Thesaurus van Auteursnamen: 089890752
- RKD-Nederlands Instituut voor Kunstgeschiedenis: 55133
- SNAC: w6v48qs0
- Système universitaire de documentation: 066893720
- Union List of Artist Names: 500015548
- Virtual International Authority File: 2592903
- WorldCat: E39PBJvcXffVYwJWypG3kdFkDq